# Mickey Jupp

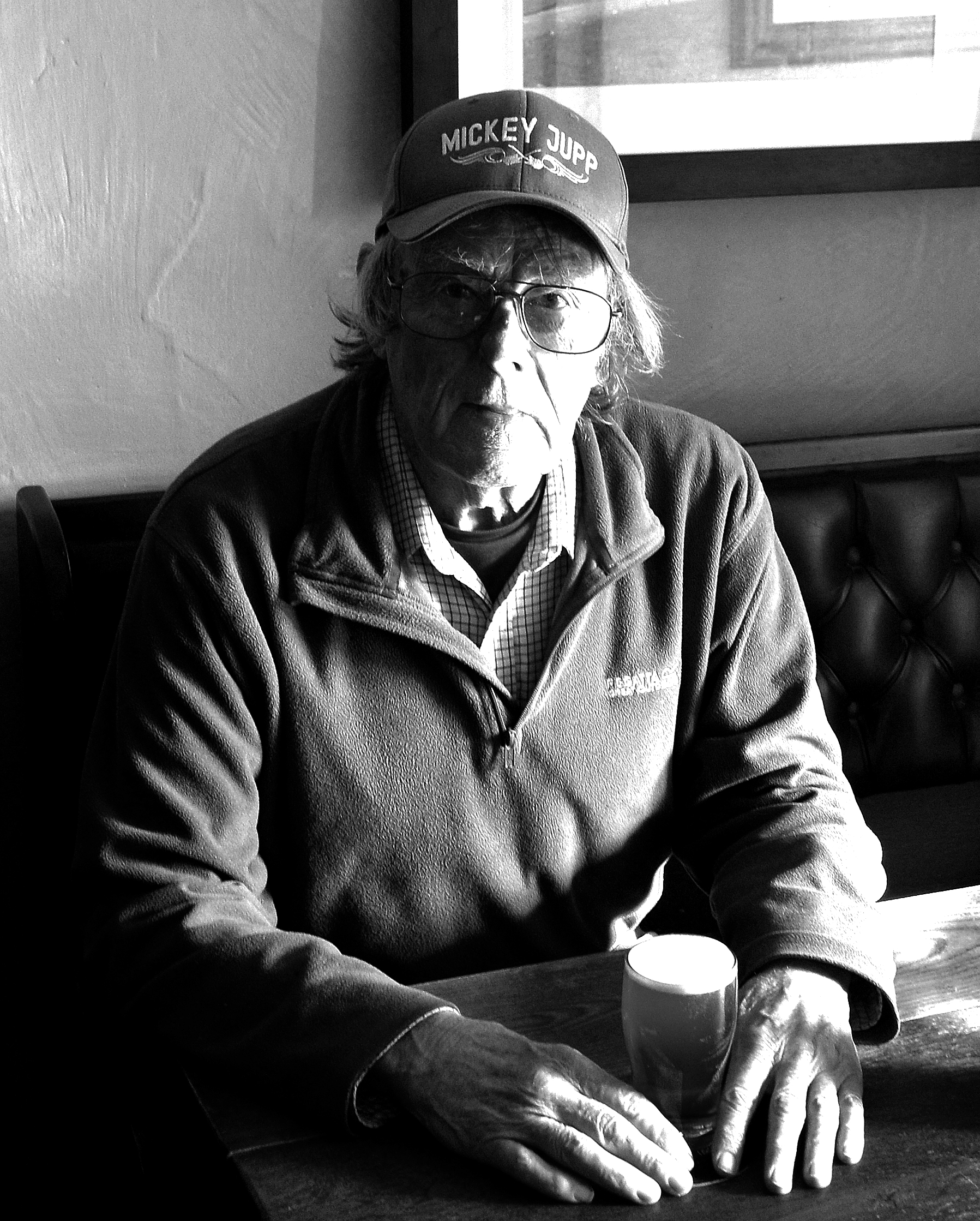
Mickey Jupp (2022

Mickey Jupp, född 6 mars 1944, i Worthing, Sussex är en engelsk musiker och låtskrivare, huvudsakligen förknippad med musikscenen i Southend. 
Jupp spelade i flera av Southends olika band efter att han gått ut konsthögskolan 1962. År 1963 spelade Mickey Jupp i ett band som hette The Black Diamonds och sen i The Orioles. 1966 spelade Mickey Jupp i The Jam. Inga inspelningar finns bevarade från dessa band. 
Efter en paus i musiken bildade Mickey Jupp gruppen Legend 1968. Legend skulle komma i flera olika sättningar; Mark I till Mark V. 
Legend Mark I hade skivkontrakt med Bell Records och spelade in en LP, Legend, som var en mix av pop, rockabilly och blues där inga elektriska instrument användes. På skivbolaget Vertigo gavs ett andra album ut 1970, och även ett tredje, Moonshine (kom på CD 2007) släpptes året efter.
Mickey Jupp fick 1976 sin dittills största framgång genom att skriva en låt för Dr. Feelgood, Down at the Doctors. 1978 skrev Jupp kontrakt med Stiff Records 1978, som inledningsvis gav ut en samlings-LP, med material från de tre första Legend LP-skivorna. under titeln Mickey Jupp’s Legend. På Stiff kom sen Jupps första soloskiva Juppanese, en skiva med två olika stilar. A-sidan spelades in med Rockpile producerad av Nick Lowe. B-sidan producerades av Gary Brooker från Procol Harum och var mer lätt och ledig i stilen. Låten Switchboard Susan som spelades in för ”Juppanese” kom inte med på albumet, den hamnade istället på Nick Lowes album Labour of lust, 1979.
Uppföljaren Long Distance Romancer (1979) producerades av Godley och Creme, på skivbolaget Chrysalis. Mickey Jupp släppte ytterligare 7 soloalbum, två på det engelska skivbolaget A&M, en CD på ett svenskt skivbolag, resten på tyska skivbolag. 
Mickey Jupps sånger har spelats in av många artister, inte minst The Refreshments från Sverige. Till de mest kända låtarna räknas Cheque Book, Switchboard Susan, Standing at the Crossroads Again, You Know What I Mean och Down at the doctors.
I februari 2009 återförenades delar av Legend Mark I, II och III. Bandet gav ut en CD på Wild Bird Records. Albumet fick namnet Never Too Old To Rock efter en gammal låt som Mickey Jupp skrivit. Alla låtarna har skrivits av Jupp–East under de senast gångna 20 åren. 